# Ouidah
Ouidah (uitspraak: wie-da) (Portugees: Ajudá ) is een havenstad en gemeente in Benin en de hoofdstad van het departement Atlantique. De stad telde in 2002 ruim 75.000 inwoners.

## Geschiedenis

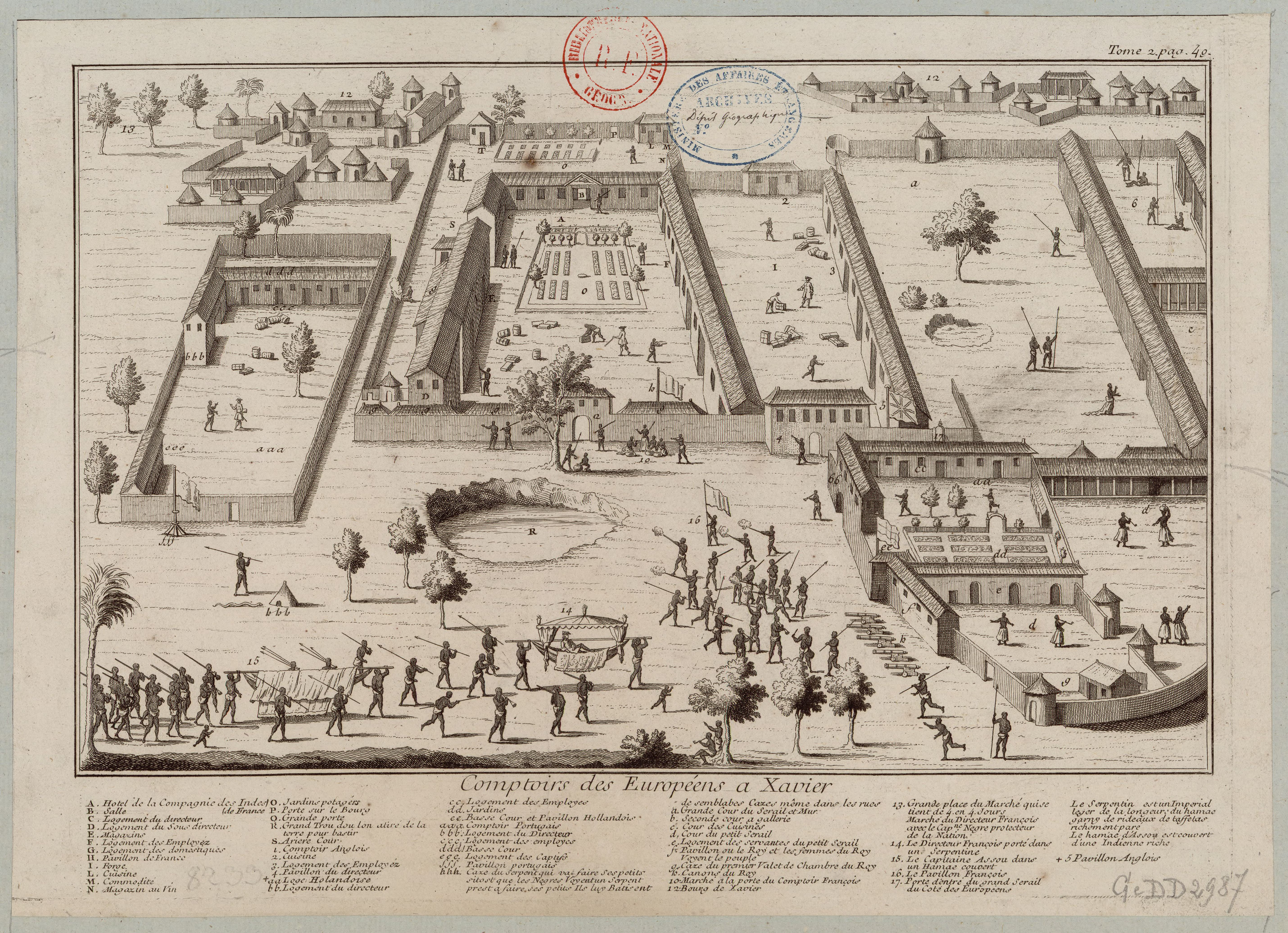
Europese factorijen ca. 1730

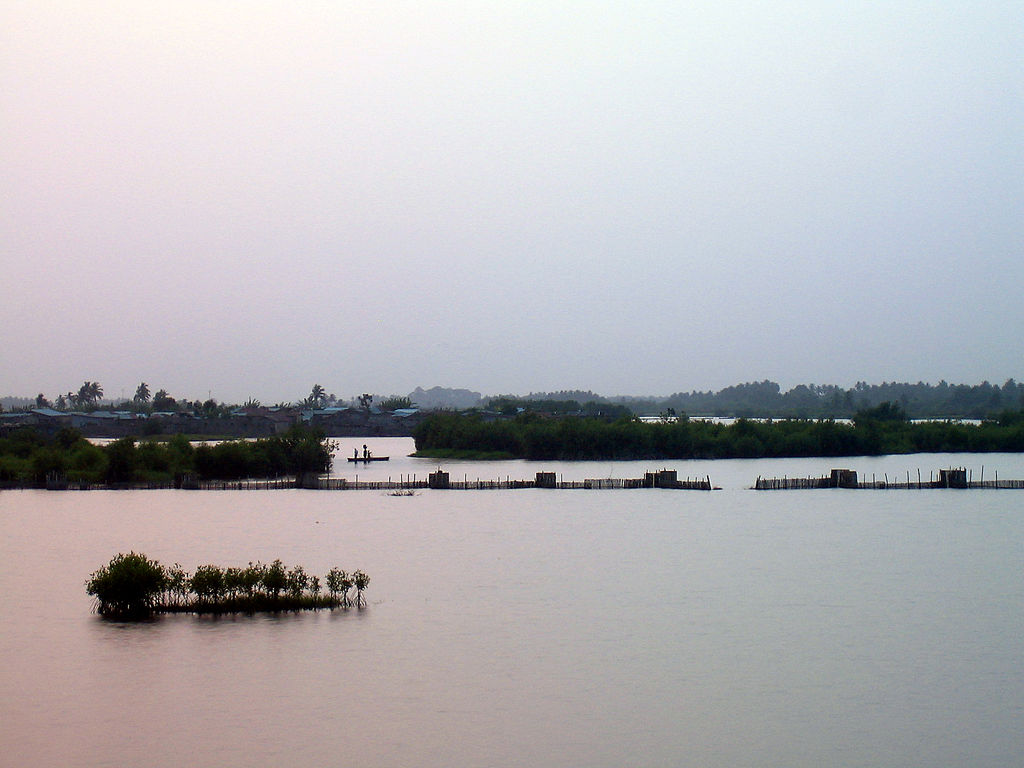
Fort São João Baptista de Ajudá, thans een museum

Volgens de lokale traditie zou Kpase de stad hebben gesticht, vermoedelijk aan het eind van de 16e eeuw. Oorspronkelijk heette de stad Glēxwé, 'huis bij de boerderij', en maakte deel uit van het het Koninkrijk Xwéda. In 1727 werd Xweda verslagen door de troepen van koning Agaja van Dahomey.
De stad was belangrijk in de internationale slavenhandel, met name naar Brazilië. Een zichtbaar restant hiervan zijn de forten die de Portugezen, Engelsen, Nederlanders en Fransen bouwden om hun belangen te verdedigen.

## Werelderfgoed
Deze plaats is op 31 oktober 1996 door de nationale overheid toegevoegd aan de kandidatuurlijst voor selectie als UNESCO werelderfgoed, in de categorie cultuurerfgoed.

## Bevolking
De bevolking van Ouidah ontwikkelt zich als volgt:
| Jaar             | Inwoners |
| ---------------- | -------- |
| 1979             | 25 459   |
| 1992             | 64 433   |
| 2002             | 77 832   |
| 2008 (schatting) | 90 042   |

## Voodoo
Ouidah is de spirituele hoofdstad van voodoo, dat de officiële godsdienst is van Benin. Er is een voodoo python tempel. Verder wordt er jaarlijks een
internationale voodoo-conferentie georganiseerd,

## Zustergemeente
Ouidah is een zustergemeente van:
- De Bilt (Nederland)

- Bibliothèque nationale de France: cb121784452 (data)
- Gemeinsame Normdatei: 4116838-0
- Library of Congress Control Number: n86020997
- Nationale Bibliotheek van Tsjechië: ge384609
- Nationale Bibliotheek van Israël: 987007567104305171
- Virtual International Authority File: 137286921